# Sturm über Persien
Sturm über Persien ist ein US-amerikanischer Abenteuerfilm von William Dieterle, der Episoden aus dem Leben des persischen Poeten und Wissenschaftlers Omar Chayyām erzählt. Uraufgeführt wurde der Film am 23. August 1957 in New York. In Deutschland erschien der Film schon zwei Wochen später am 6. September 1957 in den Kinos.

## Handlung
Persien im 11. Jahrhundert: In der Stadt Nischapur lebt der Dichter und Wissenschaftler Omar Chayyām. Er ist in Sharain, die Tochter seines früheren Lehrers Imam Nowaffak, verliebt. Omar begegnet seinem Freund Hasani Sabah, dem Gouverneur der Provinz Gilan, der auf der Suche nach einem geeigneten Mann für ein Amt am Königshof ist. Hasani erinnert Omar an den Kindheitsschwur, den sie gegenüber ihrem Freund, dem Nizam, geleistet haben, der als hoher Beamter vertrauenswürdige Leute für den Hof braucht. Vor dem Schah, dem persischen König, rezitiert Omar ein Gedicht, das viele Anwesende schockiert, den Schah jedoch durch seine Ehrlichkeit beeindruckt. Der Schah ernennt Omar zu seinem Ratgeber.
Hasani schenkt dem Schah zwei besonders hübsche Sklavinnen und überbringt ihm dazu die Köpfe zweier Feinde. Dafür wird Hasani zum Bewahrer des königlichen Siegels ernannt, eine Position, die vorher der Königsbruder Tutush innehatte. Um seine Verbundenheit mit dem Volk von Nischapur zu zeigen, nimmt der Schah Sharain zu seiner vierten Frau. Omar verfällt darüber in Depressionen. Hasani kauft ihm zur Aufmunterung die Sklavin Yaffa, die er ihm aber zurückgeben will. In der Nacht wird Tutush von Assassinen, Mitgliedern einer Sekte, ermordet, denen der Schah Tribut zahlen muss. Später wird bekannt, dass Byzantiner eine Invasion Persiens am Kaspischen Meer begonnen haben. Entgegen Omars Einwänden will der Schah Schiffe zum Truppentransport benutzen. Zwischen seinen Söhnen Ahmud und Malik kommt es zu einem Wettkampf, wer den Vater in den Feldzug begleiten darf. Malik gewinnt und wird zum Thronerben bestimmt. Ahmuds Mutter, Königin Zarada, will mit Hilfe von Hasani ihren Ehemann stürzen.
Die Abwesenheit des Schahs nutzen die Assassinen zu weiteren Anschlägen. Yaffa, die Omar dankbar ist, dass er sie nicht an Hasani zurückverkauft hat, erzählt ihm von dem früheren Assassinen Yusuf, der jetzt in einer Höhle außerhalb der Stadt lebt. Yusuf informiert Omar über das geheime Versteck der Assassinen, eine Festung in den Bergen namens Alamut. Unter dem Vorwand an einem neuen Kalender zu arbeiten, geht Omar nach Alamut, wo er freundschaftlich aufgenommen wird. Während er seinen Kalender vollendet, erfährt er, dass Hasani das Oberhaupt der Assassinen ist. Hasani teilt seinen Anhängern mit, dass der Schah die Byzantiner zurückschlagen konnte, aber dabei wie auch sein Sohn Malik verwundet wurde. Die Hälfte seiner Armee ist bei den Kämpfen gefallen.
Hasani will Omar als Ratgeber gewinnen. Trotzdem ihn Omar als Verräter angeprangert hat, lässt er ihn Alamut verlassen. Omar sucht den tödlich verwundeten Schah auf, dem man mitgeteilt hat, dass Ahmud eine Rebellenarmee aufgestellt hat, um ihn zu stürzen. Mit Hilfe von byzantinischen Gefangenen werden Tunnel gegraben, die unter die Festung von Alamut führen. Dort entzündet Omar Safranöl, das die Festung in Brand setzt. Malik, der zum neuen Schah ernannt wird, als sein Vater stirbt, greift zur gleichen Zeit die Truppen seines Bruders an. Die Assassinenfestung wird zerstört, Ahmud fällt im Kampf. Malik entlässt Sharain vom Hof in die Arme Omars.

## Hintergrund
Der Film wurde im Naturdenkmal Bronson Canyon gedreht. Die Innenaufnahmen entstanden vom 2. April bis zum 28. Mai in den Paramount Studios Hollywood. Das Budget lag bei ca. 2,2 Millionen US-Dollar. Es ist der letzte Film, für den der Komponist Victor Young arbeitete. Er verstarb noch vor der Uraufführung des Films im November 1956.
Ausstatter des Films waren Hal Pereira und Sam Comer. Für die Spezial-Effekte sorgten Farciot Edouard und John P. Fulton. Die Uraufführung erfolgte am  23. August 1957 in mehreren New Yorker Kinos. Die deutsche Erstaufführung fand am 5. September 1957 in Berlin im Filmtheater Berlin statt.

## Kritiken
Das Lexikon des internationalen Films bezeichnet den Film als „opulent gestalteter Monumentalfilm, der seinen Stoff zu ernst nimmt und zu pathetisch aufbereitet.“ Die Zeitschrift „Variety“ bemängelte die „statische Schwerfälligkeit“ einiger Szenen, doch würden die „gut dargestellten Kämpfe und Hofintrigen […] das Tempo und Interesse an dem Film hochhalten.“